# Église Saint-Pierre-et-Saint-Paul de Grenade-sur-l'Adour
Pour les articles homonymes, voir Église Saint-Pierre-et-Saint-Paul.
L’église Saint-Pierre-et-Saint-Paul est un lieu de culte catholique situé sur la commune de Grenade-sur-l'Adour, dans le département français des Landes. Elle est inscrite au titre des monuments historiques par arrêté du 8 juillet 2004.

## Présentation
La bastide de Grenade-sur-l'Adour est une  fondée en 1322. L'église est l'un des principaux éléments de ces villes nouvelles fondées au Moyen Âge dans le duché d'Aquitaine. Celle de Grenade est vouée aux apôtres saint Pierre et saint Paul. La première mention d'un curé de Grenade date de 1340, elle concerne Nicolas de Fabrica.

### Historique
L'église Saint-Pierre et Saint-Paul se situe en bordure de la place centrale de la bastide de Grenade. Elle présente la particularité de ne pas être orientée est-ouest : son abside est en effet au nord et son portail au sud. Ce n'est toutefois peut-être pas le cas de l'église primitive du XIVe siècle, tant elle est transformée par la suite. La construction actuelle semble donc dater de la deuxième moitié du XVe siècle, postérieurement à la fin de la guerre de Cent Ans.
Durant les guerres de religion, elle est attaquée, incendiée et en partie détruite par les troupes huguenotes de Montgommery, qui occupent la ville en septembre 1569. Elle devient ainsi inutilisable pour le culte durant de nombreuses décennies. Les réparations débutent dès le XVIIe siècle mais ne sont réellement achevées qu'en 1770 par Jean Gochard, maçon originaire d'Arzacq : les voûtes tombées sous les pioches des assaillants sont remontées, la chapelle du bas-côté Est est érigée par Gabriel de Duomil et les deux tours de la façade sont ajoutées par la suite en 1836, à l'initiative du curé Bernard Minimus Destenave.

### Architecture
L'église est un conglomérat de plusieurs types d'architecturaux, où l'art roman, avec ses arcs en plein cintre, voisine avec les arcs brisés de l'art gothique.
Elle possède un chevet plat, un portail ogival et une nef à trois travées cantonnée par deux collatéraux.
Le chœur n'est pas dans l'axe de la travée centrale, l'ogive est décalée. Ce décalage veut symboliser l'inclinaison de la tête du Christ au moment de la mort sur la croix. La chaire provient de l'abbaye Saint-Jean de la Castelle. située à droite du chœur, elle date du début du XVIIIe siècle et est classée par les monuments historiques en 1911.
Le panneau supérieur en bois sculpté représente le Bon-Pasteur entouré des quatre Évangélistes : Matthieu (l'homme), Marc (le lion), Luc (le taureau) et Jean (l'aigle). La grille du baptistère représente un cerf se désaltérant à la source. Devant l'orgue, un panneau en bois sculpté montre le roi David jouant de la harpe et sainte Cécile jouant de l'orgue. L'église possède également un christ en bois et une statue de saint Paul, représenté avec une épée. Citoyen romain, il ne pouvait être crucifié et fut décapité. De l'autre main, il tient une épître. Initialement, cette statue faisait pendant à saint Pierre, à la droite du chœur.

## Galerie

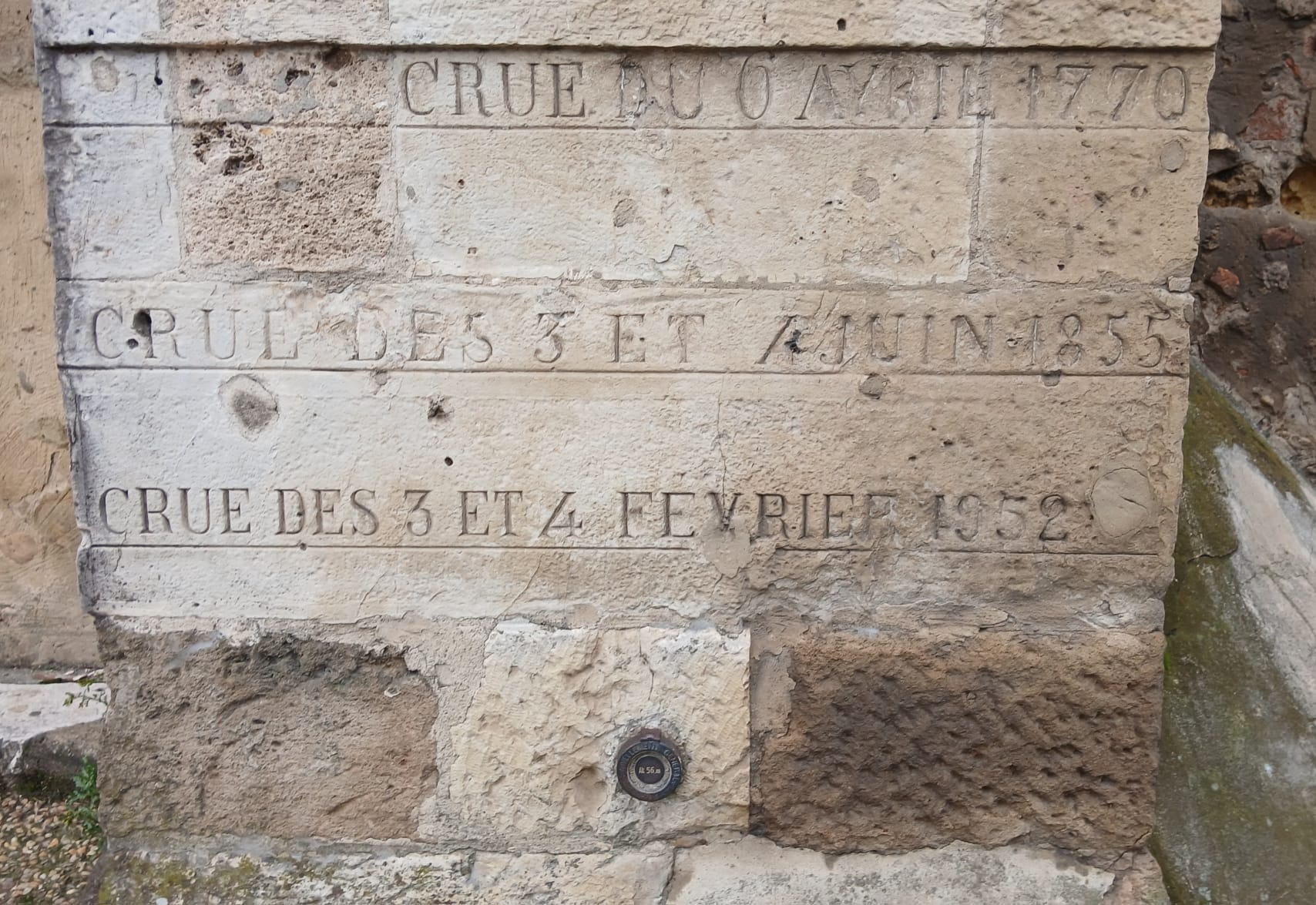
Marques des crues de l'Adour à l'extérieur.
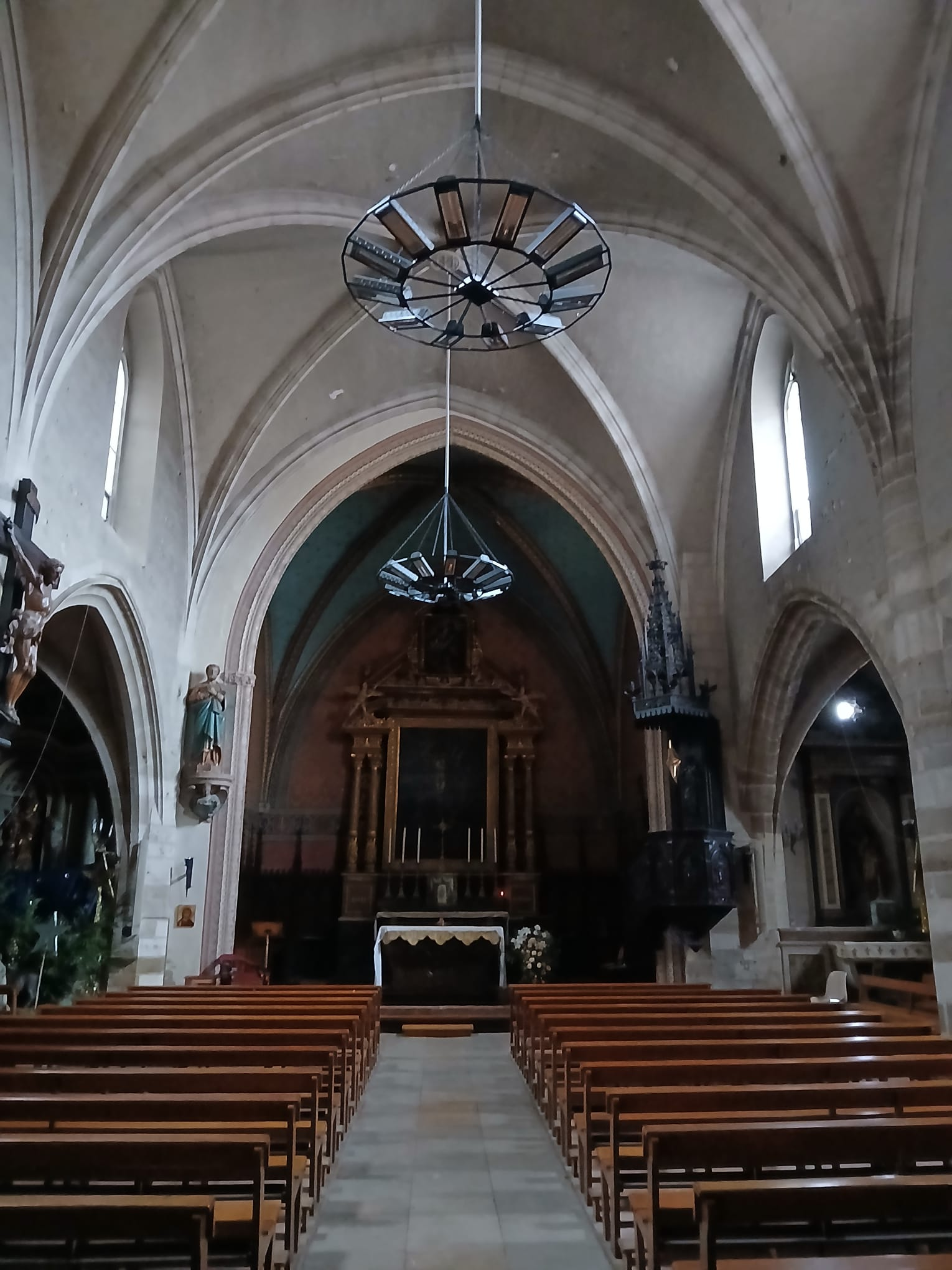
La nef.
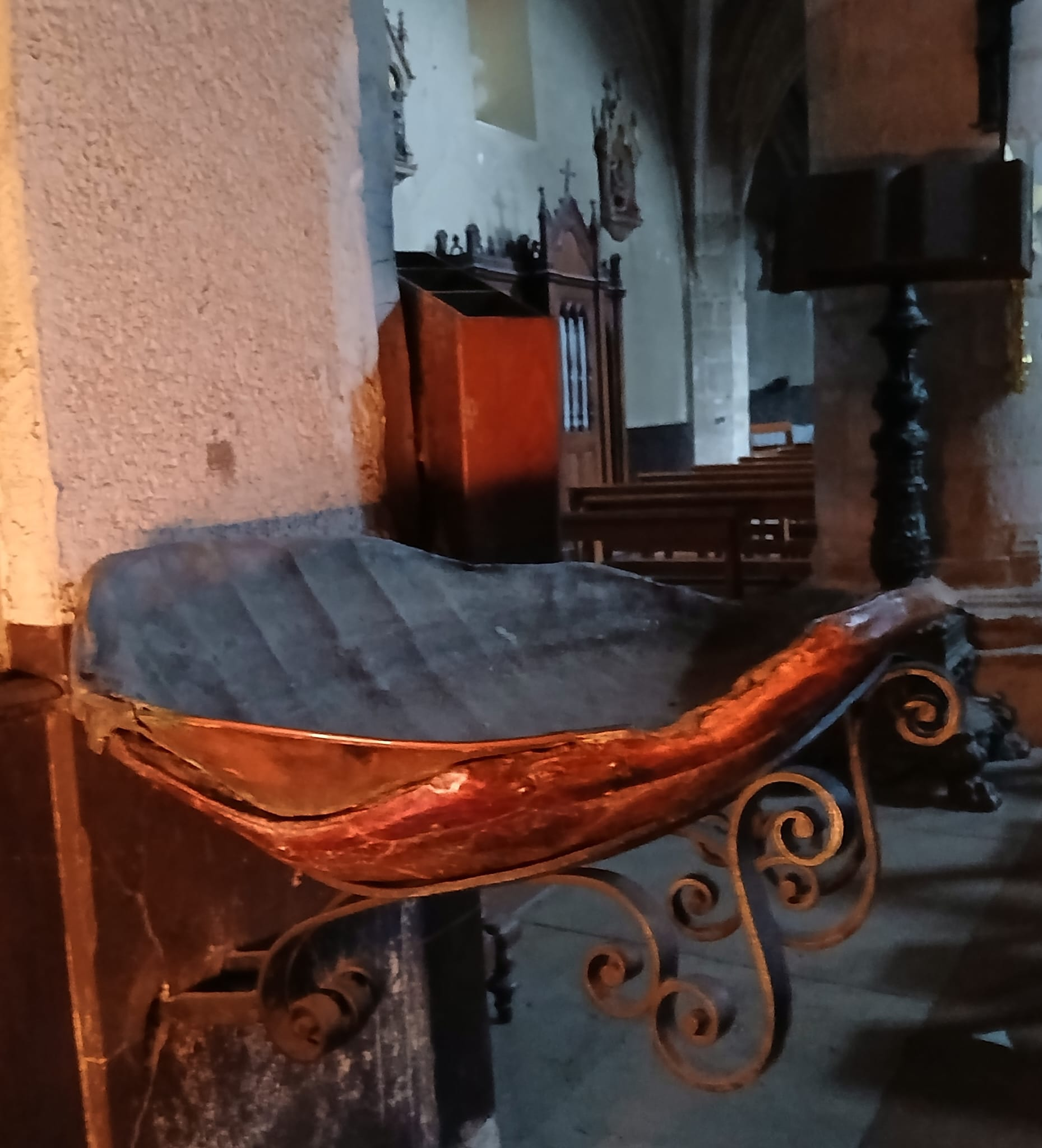
Le bénitier fait dans une carapace de tortue.
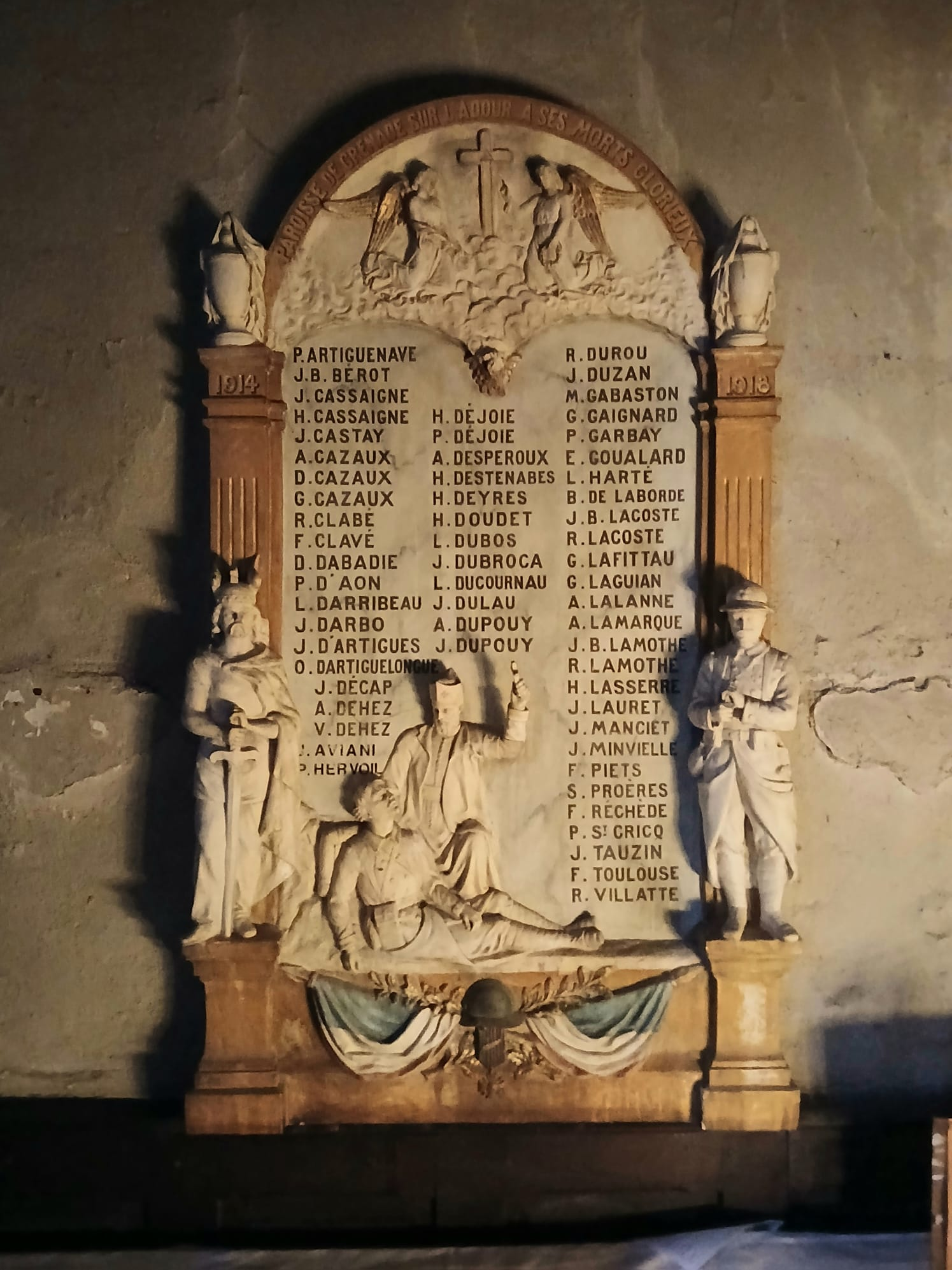
Le monument aux morts.
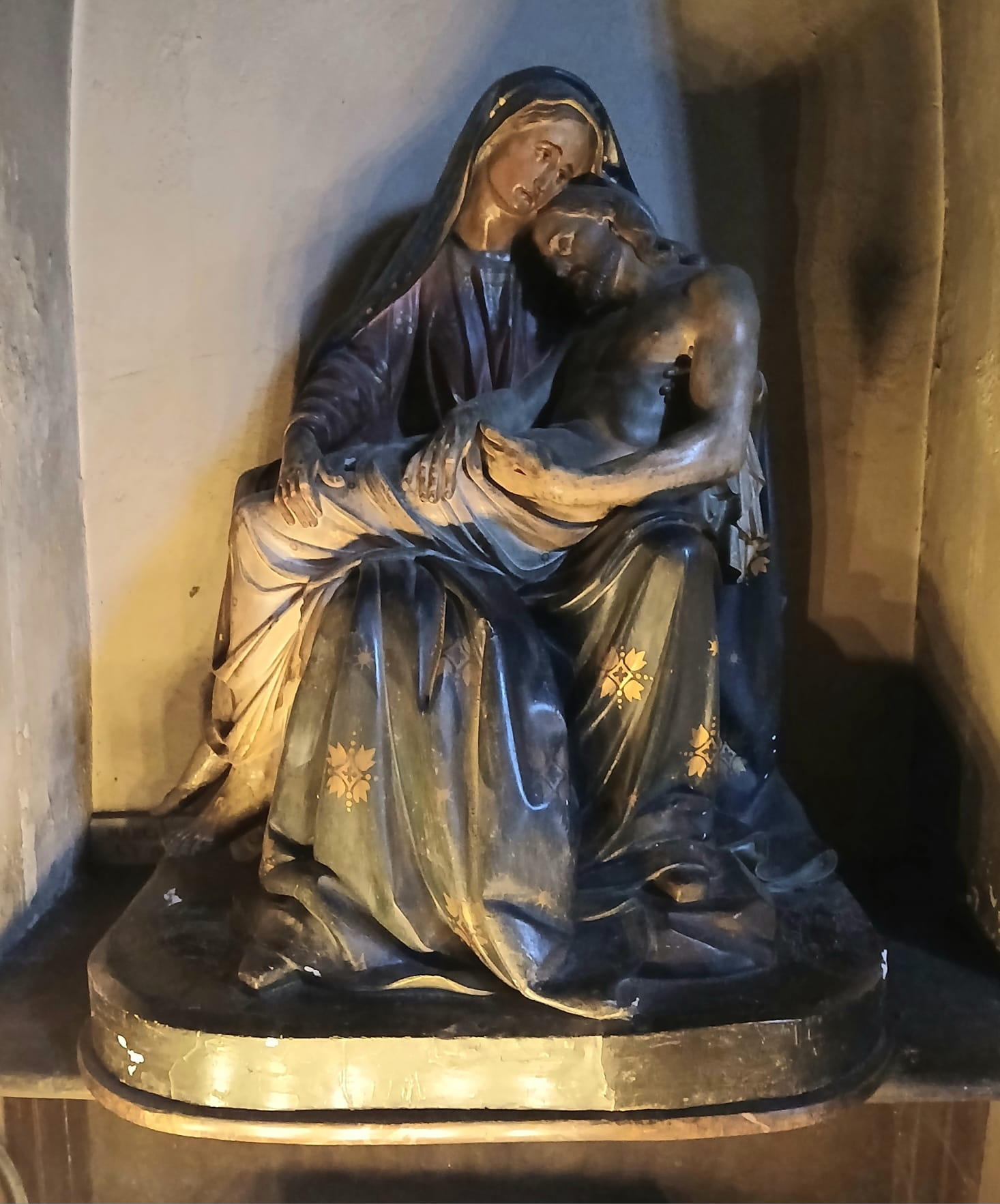
La pietà.
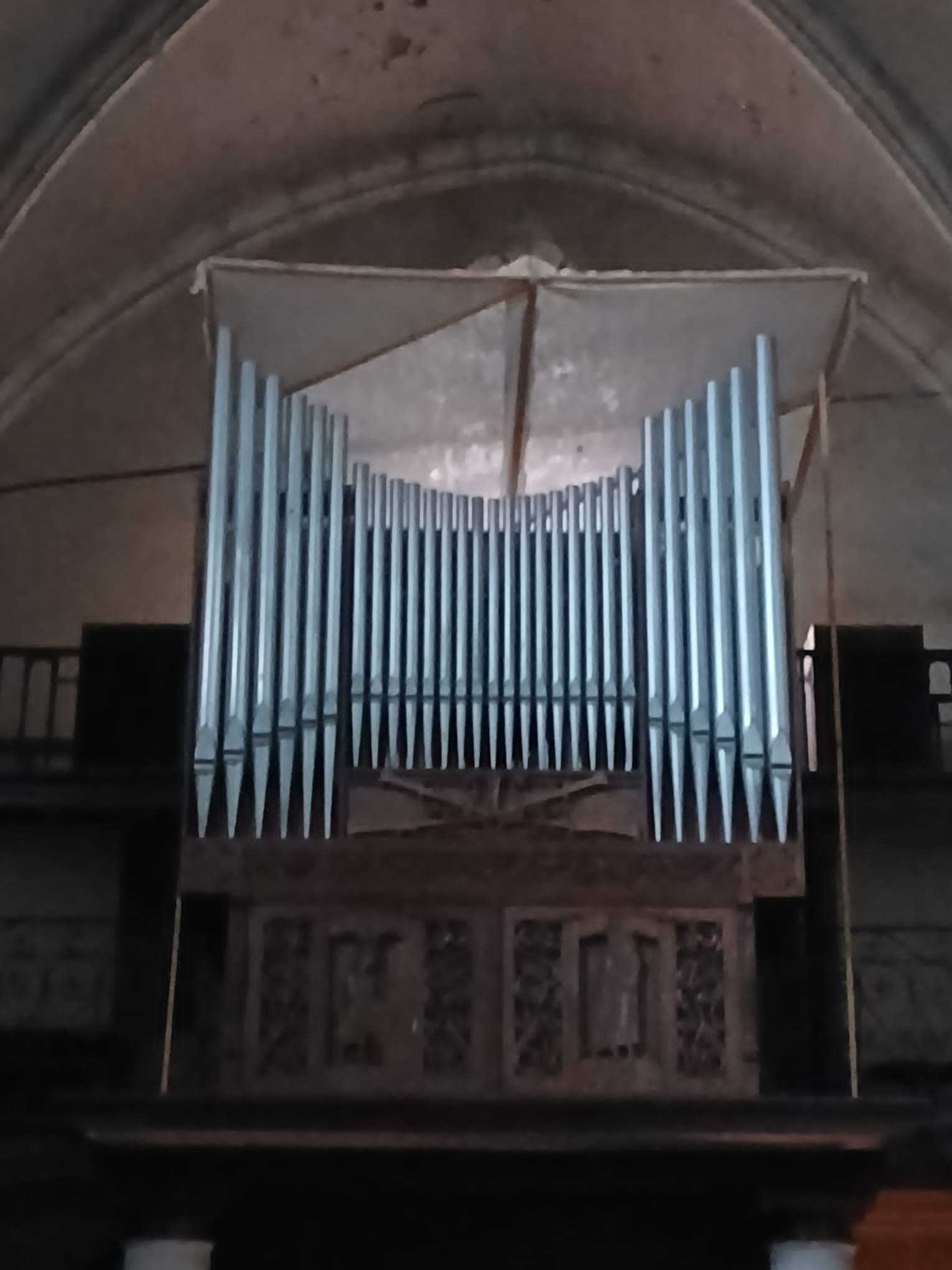
L'orgue.